# Antonio Larreta
Gualberto José Antonio Rodríguez Larreta Ferreira (* 14. Dezember 1922 in Montevideo; † 19. August 2015), auch bekannt als Taco Larreta, war ein uruguayischer Autor von Drehbüchern, Bühnenstücken und Romanen sowie Schauspieler, Theaterregisseur, Kritiker und Übersetzer.

## Leben
Larreta wuchs in einer wohlhabenden Familie in seiner Geburtsstadt Montevideo auf. Dort besuchte er die Schule Escuela y Liceo Elbio Fernández. Später arbeitete er unter anderem als Film- und Theater-Kritiker für die Zeitungen El País (1948–1959) und Marcha (1963–1966).
1949 gründete Larreta zusammen mit Susana Pochintesta die freie Theatergruppe Club de Teatro und inszenierte sowohl das von ihm geschriebene Stück Una familia feliz als auch Électre von Jean Giraudoux. 1954/1955 lebte Larreta in Italien, wo er eine schauspielerische Ausbildung absolvierte und als Assistent von Giorgio Strehler am Piccolo Teatro di Milano tätig war.
Zurück in Uruguay führte Larreta Regie bei Bernarda Albas Haus und Doña Rosita la soltera von Federico García Lorca sowie Die Brüder Karamasow von Dostojewski. Er lehrte knapp zwei Jahre lang als Professor an der La Escuela Multidisciplinaria de Arte Dramático Margarita Xirgu (EMAD) und war 1959/1960 einige Monate künstlerischer Leiter des uruguayischen Nationaltheaters Comedia Nacional in Montevideo. Als Schauspieler trat er in Dutzenden von Stücken auf, die ein breites Repertoire umfassten.
1961 gründete Larreta mit China Zorrilla und Enrique Guarnero das Teatro de la Ciudad de Montevideo (TCM). Die Truppe trat unter anderem in Buenos Aires, Paris (Nationaltheater) und Madrid (Teatro Español) auf, wo sie Stücke von Lorca und Lope de Vega zeigte. Eine Eigenproduktion des TCM war das von Larreta adaptierte italienische Theaterstück Un enredo y un marqués, das mit Larreta und China Zorrilla in den Hauptrollen 1963 am Teatro Odeón in Montevideo uraufgeführt wurde. Es wurde zu einem seiner größten Publikumserfolge. 1971 wurde Laretta für sein Theaterstück Juan Palmieri mit dem Premio Casa de las Américas ausgezeichnet.
Die Zeit der uruguayischen zivil-militärischen Diktatur, die nach dem Staatsstreich 1973 begann, verbrachte Larreta im spanischen Exil. Er lebte von 1972 bis 1985 in Madrid und war dort als Schriftsteller und Drehbuchautor tätig. So war er beispielsweise an den Drehbüchern zu Pilar Mirós Filmdrama Gary Cooper, que estás en los cielos (1980) und Jaime Chávarris Musicalfilm Die Dinge der Liebe (Las cosas del querer, 1989) beteiligt. Er schrieb auch Drehbücher für die spanische Fernsehserie Curro Jiménez, die von 1976 bis 1978 auf Televisión Española (TVE) ausgestrahlt wurde. Larretas historischer Roman Volavérunt (1980), in dessen Mittelpunkt der Künstler Francisco de Goya steht, verkaufte sich mehr als fünfhunderttausend Mal, wurde mit dem Premio Planeta ausgezeichnet und diente als Vorlage für Bigas Lunas Film Volavérunt (1999). Nach längerer Pause war Larreta 1982 auch wieder als Theaterregisseur aktiv und inszenierte Lope de Vegas Stück La Dorothea in Madrid.
1985 kehrte Larreta nach Uruguay zurück, wo er erneut die Leitung der Comedia Nacional übernahm. 1986 eröffnete er dort die Saison mit Luigi Pirandellos Drama Los gigantes de la montaña. Zudem gründete er das Teatro Sur. Als Drehbuchautor war er an dem historischen Abenteuerfilm The Fencing Master (1992) beteiligt und gewann dafür 1993 den Goya in der Kategorie „Bestes adaptiertes Drehbuch“. Als Filmregisseur trat Larreta nur einmal in Erscheinung, bei Nunca estuve en Viena (1989), einem Film über eine Oberschichtfamilie während der Mai-Revolution mit China Zorrilla in der Hauptrolle, für den er auch das Drehbuch schrieb. Als Filmschauspieler war er in der Hauptrolle des Dramas La ventana (international The Window, 2008) zu sehen. 2001 hatte Larreta seine letzte Vorstellung an der Comedia Nacional mit Lulú.
Larreta war ordentliches Mitglied der Academia Nacional de Letras del Uruguay. 2003 wurde er zum „Illustren Bürger von Montevideo“ (Ciudadano Ilustre de Montevideo) ernannt. 2014 zeichnete ihn das Ministerium für Bildung und Kultur mit der Delmira-Agustini-Medaille aus.
2015 starb Antonio Larreta im Alter von 92 Jahren.

## Filmographie
Drehbuch 
- 1981: Gary Cooper, der du bist im Himmel (Gary Cooper, que estas en los cielos)
- 1982: Reden wir später drüber (Hablamos esta noche)
- 1984: Die heiligen Narren (Los santos inocentes)
- 1986: Bernarda Albas Haus (La casa de Bernarda Alba)
- 1990: Ich, die Unwürdigste von allen (Yo, la peor de todas)
- 1990: Rio Negro
- 1992: The Fencing Master

Literarische Vorlage
- 1999: Volavérunt

## Publikationen (Auswahl)
- Juan Palmieri. Casa de Las Américas, La Habana 1972.
- Volavérunt. Los celos y la envidia son más constantes que el amor. Planeta, Barcelona 1980, ISBN 84-08-03222-4.
- The last portrait of the Duchess of Alba. Adler & Adler, Bethesda 1988, ISBN 0-917561-42-2.
- A todo trapo. A propósito de Villanueva Saravia. Ediciones de la Plaza, Montevideo 1999.
- El Guante. Planeta, Barcelona 2002, ISBN 950-49-0986-8.
- El jardín de invierno. Ediciones de La Plaza, Montevideo 2002.
- Ningún Max. Planeta, Montevideo 2004, ISBN 950-49-1301-6.
- El sombrero chino. Editorial Fin de Siglo, Montevideo 2005, ISBN 9974-49-349-8.
- Hola, che. Editorial Fin de Siglo, Montevideo 2007, ISBN 9974-49-385-4.